# Боні Петрунова
Боні Петрунова — болгарська вчена, археолог, директор Національного історичного музею Болгарської академії наук (з 2017). Авторка понад 200 книг, статей, монографій та науково-популярних видань. Член ініціативного комітету з реставрації базиліки в Плісці. Керувала понад 70 польовими дослідженнями та археологічними розкопками. Викладачка за сумісництвом у Пловдивському університеті Паїсія Хілендарського, Шуменському університеті Єпископа Костянтина Преславського та Новому болгарському університеті.
Народилася 15 жовтня 1954 року в селі Арда (Смолянський район), Народна Республіка Болгарія . У 1980 році здобула ступінь магістра історії, болгарської мови та літератури та археології в Софійському університеті Святого Климента Охридського. У 1996 році стала докторкою історії. Її дисертація на тему «Похоронні звичаї та обряди в болгарських землях у XV—XVII століттях (за даними християнських некрополів)». У 2011—2014 роках була заступницею директора Національного археологічного інституту з музеєм при Болгарській академії наук. У цьому ж інституті завідувала секцією середньовічної археології. Була заступницею міністра в Міністерстві культури з команди Вежді Рашидова. З 2017 року є директором Національного історичного музею в Софія.